# Keltisches Fürstinnengrab von Reinheim

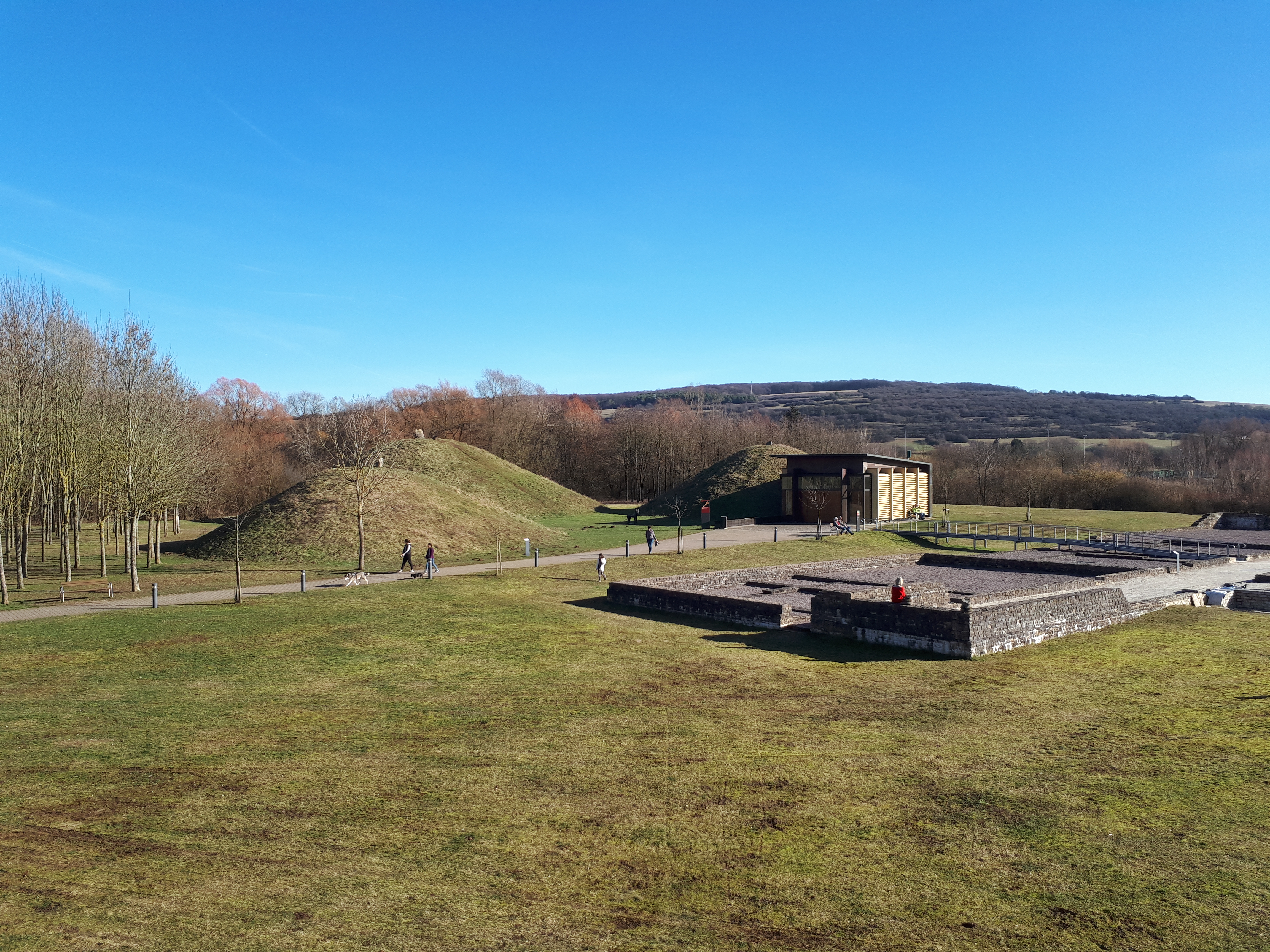
Rekonstruierte Grabhügelgruppe: rechts das Fürstinnengrab mit dem Eingangspavillon, links die rekonstruierten Grabhügel B und C

Das Keltische Fürstinnengrab von Reinheim lag im Ortsteil Reinheim der saarländischen Gemeinde Gersheim, in der Siedlungskammer Bliesbruck-Reinheim. Es war ein Hügelgrab mit Kreisgraben. Das Grab lag auf dem Gelände des Europäischen Kulturparks Bliesbruck-Reinheim. Die Bestattete war eine erwachsene Frau, die der sozialen Elite angehörte und die auch religiös-kultische Aufgaben einer Priesterin, Heilerin oder Seherin innehatte und somit Merkmale einer Druidin aufweist.
Entdeckt wurde das auf ca. 370 v. Chr. datierte und reich ausgestattete Grab im Jahr 1954 bei dem Sandabbau in einer Sand- und Kiesgrube. Die Kiesgrube lag zu diesem Zeitpunkt auf einer im Volksmund als Katzenbuckel bezeichneten Bodenwelle. Die Ausgrabung des Fürstinnengrabes und die Bergung der Funde erfolgte zwischen dem 3. und 6. März 1954. Weitere Grabungen fanden zwischen 1955 und 1957 statt.
Zwischen 1996 und 1999 wurden der Grabhügel des Fürstinnengrabes sowie die beiden Grabhügel der bei den Ausgrabungen 1955 bis 1957 nachgewiesenen weiteren Gräber etwa 100 Meter vom eigentlichen Fundort entfernt im Maßstab 1:1 rekonstruiert. Der rekonstruierte Fürstinnengrabhügel ist begehbar. In seinem Inneren werden die Nachbildungen aller wichtigen Fundstücke aus dem Grab ausgestellt. Zudem ist die eigentliche Grabkammer darin vollständig rekonstruiert.
In der Archäologie wird oft, wie auch in Verbindung mit dem Grab von Reinheim, der Begriff des Fürstengrabes für diese Art prunkvoller Gräber verwendet. Obwohl historisch belegt ist, dass es eine reiche, sozial hochstehende keltische Führungsschicht gab, ist nicht überliefert, wie die Kelten selbst die Mitglieder dieser Schicht nannten und welche Stellung diese innerhalb der Gemeinschaft genau innehatten. Treffender sind die heute üblichen Begriffe Prunkgrab oder Elitegrab. Der Begriff des Fürstengrabes ist als Bezeichnung einer bestimmten Kategorie von Gräbern anzusehen und nicht als Hinweis darauf, dass die dort Bestatteten Fürsten nach dem heutigen Verständnis waren.

## Fundort
Das Grab wurde auf der im Volksmund als Katzenbuckel bezeichneten Erhebung gefunden. (Im vorläufigen Bericht wird als Fundort des Grabhügels fälschlicherweise der Heidenhübel statt Katzenbuckel angegeben. Diese Aussage wurde im Ausgrabungsbericht von 1965 korrigiert.) Der Katzenbuckel war eine etwa 2 Meter hohe Bodenwelle mit einem Durchmesser von ca. 120 Metern. Er lag in der Siedlungskammer Bliesbruck-Reinheim, die sich von der deutschen Gemeinde Gersheim-Reinheim bis zur französischen Gemeinde Bliesbruck erstreckte. Durch archäologische Funde lässt sich eine ununterbrochene Siedlungsgeschichte von der späten Bronzezeit (13. Jahrhundert v. Chr.) bis in die ältere Merowingerzeit (7. Jahrhundert n. Chr.) nachweisen. Diese Platzkontinuität setzt sich insbesondere während der römischen Besiedlung fort, was sich an dem dort errichteten Vicus, der um die 2000 Einwohner zählte, zeigt. Eine besondere soziale Stellung ist dabei den Besitzern der römischen Villa zuzusprechen. Dafür spricht nicht nur die Grundfläche der Villa von ca. 2.550 m², zu der ein Wirtschaftshof mit 13 Nebengebäuden und einer Fläche von mehr als 44.000 m² gehörten, sondern auch die in der Villa gefundene Parademaske sowie eine Statue der Göttin Fortuna. Dies und die Lage der Villa direkt in der Nähe der Grabhügel der Nekropole mit dem Fürstinnengrab sowie das Recht zum Siedeln außerhalb des Vicus könnten ein Hinweis auf eine eventuell bestehende Rechtsnachfolge der Besitzer der Villa in Bezug auf die keltische Führungsschicht sein.

## Fundgeschichte
In den 1950er Jahren betrieb der Unternehmer Johann Schiel eine Sandgrube auf dem Areal des Katzenbuckels. Beim Abbau war er bereits 1952 auf einen menschlichen Schädel sowie einen Bronzering gestoßen. Den Fund hatte er am 19. April 1952 über das Bürgermeisteramt Reinheim dem Staatlichen Konservatoramt Saarbrücken gemeldet. Bei der durch den damaligen Landeskonservator Josef Keller eingeleiteten Untersuchung wurden weitere Teile des Skelettes sowie die oberen Teile einer Schüssel gefunden. Eine anthropologische Untersuchung ergab, dass es sich bei der Bestattung um einen ca. 45 bis 55 Jahre alten Mann gehandelt haben muss. Da der Sandabbau bereits über die Fundstelle hinaus fortgeschritten war, war das Grab zu diesem Zeitpunkt bereits zerstört. Weitere Funde konnten nicht mehr gemacht werden. Auch wurde das Areal, obwohl bereits vermutet worden war, dass sich weitere Gräber in der Nähe befinden könnten, nicht weiter untersucht. Das Grab wird in dem Grabungsbericht von 1965 von Keller als Grab B bezeichnet.
Mitte Februar 1954 meldete Schiel erneut einen Fund beim Staatlichen Konservatoramt. Während er den Sandabbau von Hand mit einer Schaufel betrieb, war er auf eine kleine Bronzefigur und Bronzebruchstücke gestoßen. Die Bronzefigur schickte er an das Konservatoramt. Die anderen Bruchstücke deckte er wieder mit Sand ab und stellte den Abbau an dieser Stelle ein. Die Inaugenscheinnahme der Figur zeigte, dass es der Griff eines Bronzespiegels war. Am 18. Februar 1954 fand eine erste Untersuchung vor Ort statt. Sie ergab, dass Schiel beim Abbau den Spiegel mit der Schaufel zerstört hatte. In den bei dem Abbau von Hand entstehenden Abbaustufen des Sandes konnte nach einer ersten Reinigung ein senkrechter schwarzer Streifen im Sand festgestellt werden, der auf eine Grabkammer aus Holz hinwies. Allerdings war die Grabkammer bereits durch den Sandabbau zum Teil abgegraben worden. Schiel versicherte zwar, dass bis dahin keine Funde gemacht worden waren, es lässt sich allerdings nicht gänzlich ausschließen, dass Teile beim Abbau verloren gingen. Die Ausgrabung selbst begann am 3. März 1954, da dies der gefrorene Boden vorher nicht zugelassen hatte. Da die Ausgrabungen zwischenzeitlich publik geworden waren und sich am Gelände viele Schaulustige eingefunden hatten, wurde das Grab ab dem Abend des 5. März 1954 bis zum Ende der Grabung am Abend des 6. März 1954 zum Schutz vor Diebstählen von Beamten der Gendarmerie bewacht.
Bereits im vorläufigen Grabungsbericht von 1955 vermutete Josef Keller, dass es sich bei dem Katzenbuckel um die Reste eines über die Jahrhunderte durch Ackerbau eingeebneten Monumentalgrabhügels handeln könnte. Die weiteren Ausgrabungen bis 1957 zeigten dann, dass der Katzenbuckel den überwiegend durch landwirtschaftliche Nutzung der Fläche eingeebneten Rest von mindestens drei Monumentalgrabhügeln darstellte. Aufgrund von weiteren Funden in der Fläche, die keinem der drei Gräber zugehörig sind, kann noch ein vierter Grabhügel postuliert werden, der aber nicht nachgewiesen werden konnte.

## Befund

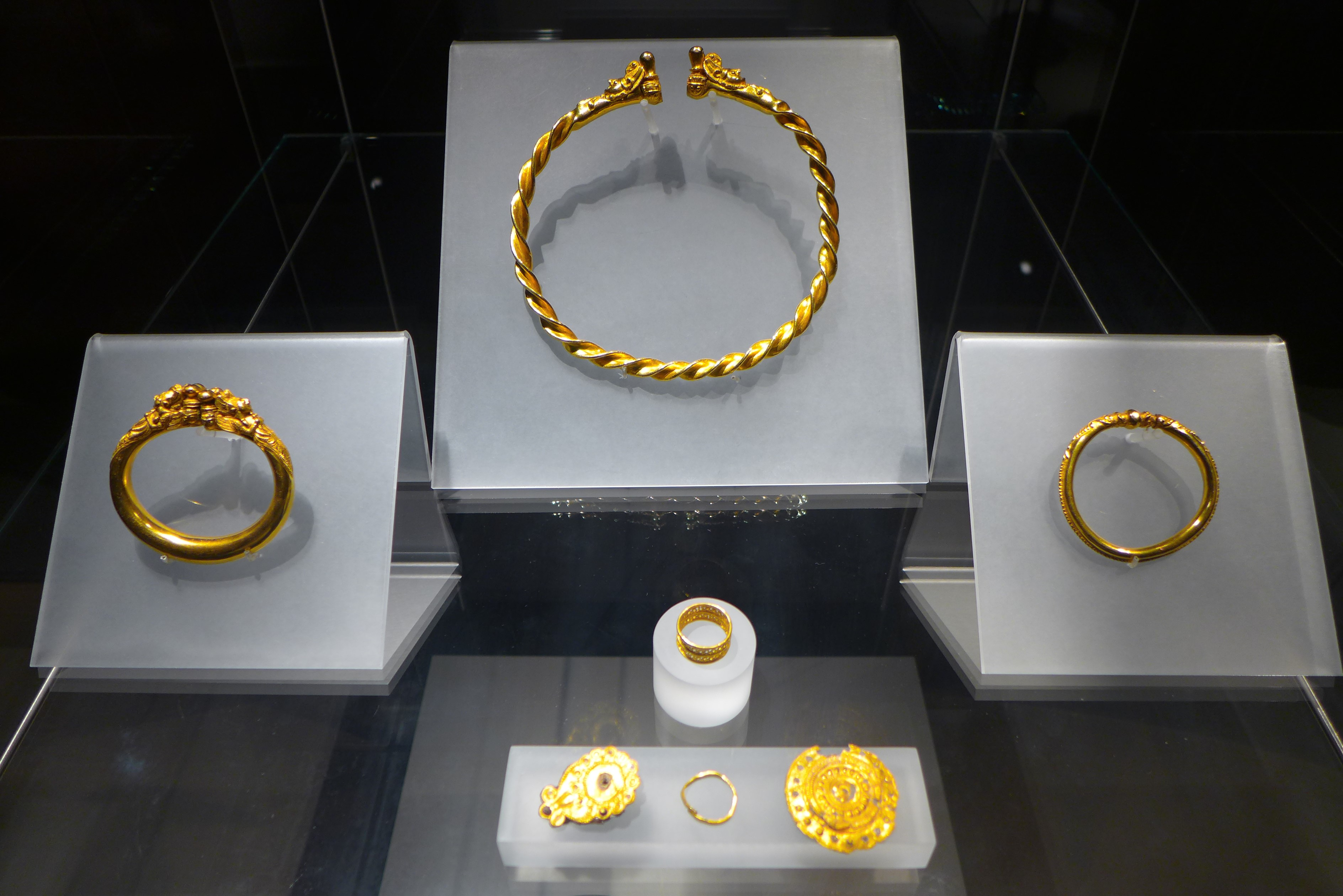
Restaurierter Goldschmuck aus dem Fürstinnengrab. In der Mitte der Torques. Rechts und links die Armringe. In der Mitte der verzierte Fingerring. Im Vordergrund die beiden Scheibenfibeln und der einfache Fingerring

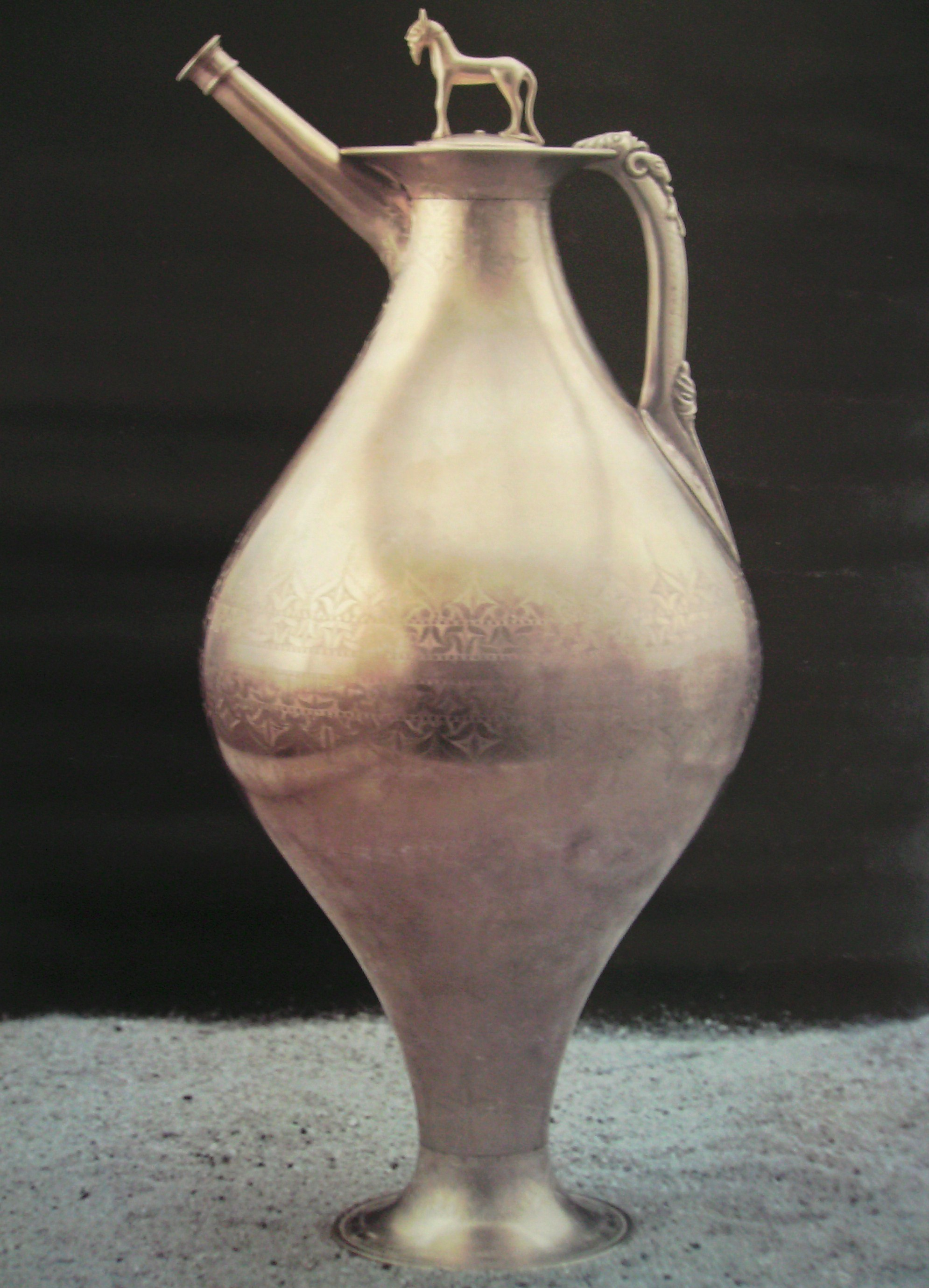
Replik der Bronzekanne

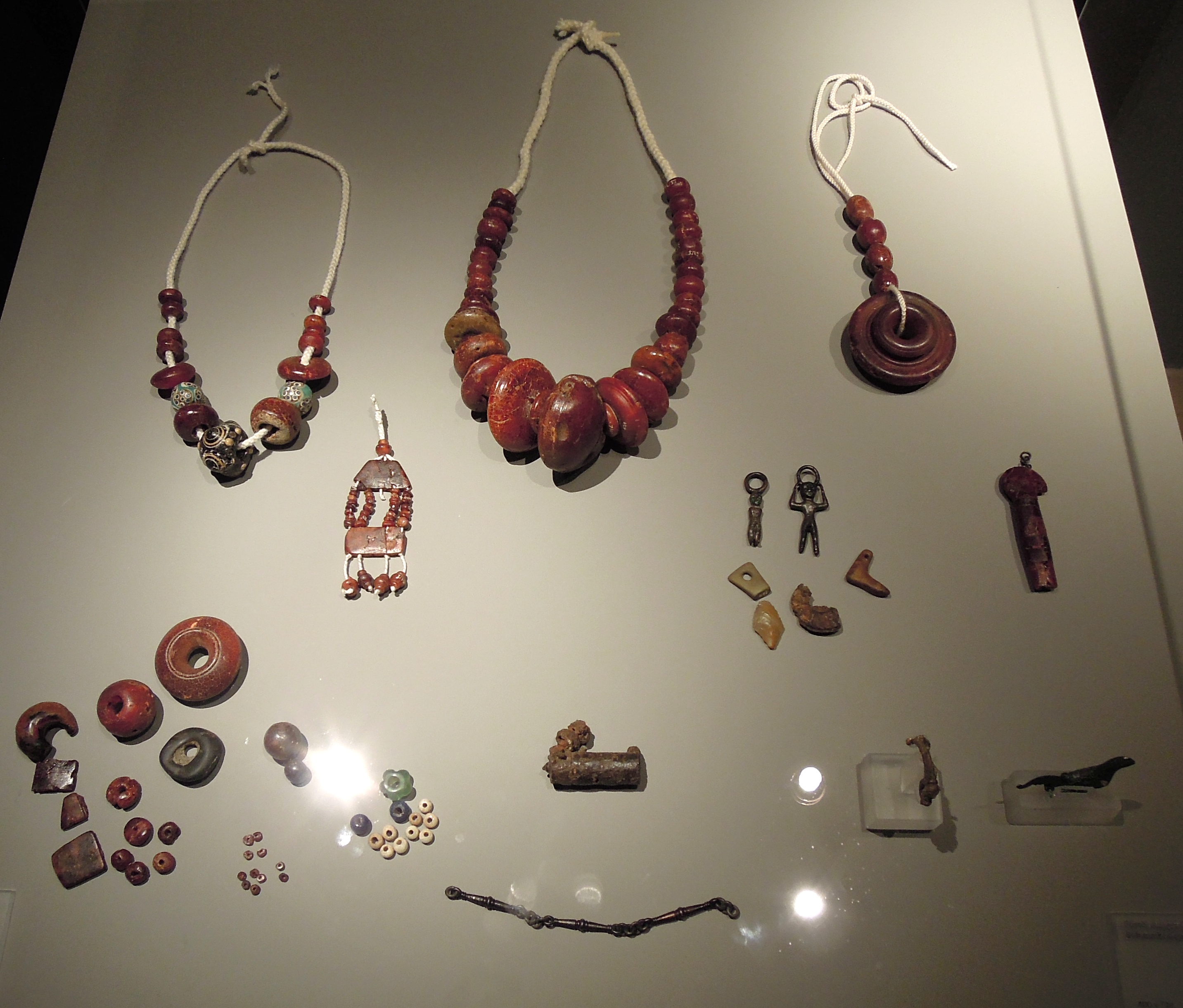
Ein Teil der restaurierten Fundstücke des Fundkomplexes, der links neben dem Kopf gefunden wurde. In der Mitte ganz rechts der Bernsteinstab

Oberhalb der vermuteten Grabkammer wurde ein größerer Bereich abgesteckt. Anschließend wurde begonnen, den Boden von oben in Schichten abzutragen. Nach Abtrag des Mutterbodens zeichnete sich in einer Tiefe von 1,62 Meter der Grundriss der Grabkammer als 3 cm breite dunkle Streifen im Erdreich ab. Dabei wurde festgestellt, dass nur noch die Wand der Ostseite der Grabkammer vollständig erhalten war. Durch den Sandabbau waren die Westwand vollständig und die Süd- und Nordwand teilweise zerstört worden. Die noch vollständig erhaltene Ostwand war 3,48 Meter lang. Die Südseite hatte noch eine Länge von 2,03 Metern und die Nordseite noch eine Länge von 2,70 Metern. Dadurch war die tatsächliche Größe der Grabkammer nicht mehr zu ermitteln. Die Grabkammer wurde bis auf eine Tiefe von 2,18 Metern zwischen den ehemaligen Holzwänden ausgegraben. Das Holz der Wände war zwar vollständig vergangen und nur noch als schwarz-braune Schicht erhalten, aber im unteren Bereich der Wände der Grabkammer war in dieser Schicht deutlich die Struktur von zwei jeweils ca. 30 cm hohen Dielen zu erkennen. Sogar die Struktur des Holzes war hier noch deutlich zu sehen. Anhand der im Sand vorhandenen Verfärbungen oberhalb dieser Strukturen ist noch eine dritte Diele mit der gleichen Höhe anzunehmen. Eine ähnlich dunkle Verfärbung des Bodens des Grabes lässt ebenfalls auf einen Holzboden schließen. Ebenso ist eine Decke aus Dielen zu vermuten. In den Ecken und an den Kanten des Grabes war die dunkle Schicht dicker als an den Seitenwänden. Dies weist darauf hin, dass es hier die Balkenkonstruktion war, an der die Seitenwände befestigt waren und auf der die Decke auflag. Eine Analyse an der Universität des Saarlandes ergab, dass es wahrscheinlich Eichenholz war.
Da zur Zeit der Grablegung die Erdschicht an dieser Stelle 1,70 Meter tiefer lag, muss der Boden der Grabkammer ca. 50 cm unter dem ursprünglichen damaligen Niveau gelegen haben. Es muss also bei Anlage des Grabes eine entsprechend tiefe Grube, die bis auf den bereits kieshaltigen Sand reichte, gegraben worden sein, in die die Holzkonstruktion der Grabkammer eingebaut wurde. Von der Bestattung wurden keinerlei Knochenreste gefunden. Diese waren durch die kieselsäurehaltige Erde vollständig aufgelöst worden. Dass der Leichnam mit dem Kopf in Richtung NNW und den Füßen Richtung SSO, auf dem Rücken liegend, mit leicht angewinkelten Armen und den Händen auf dem Bauchbereich, im Grab beigesetzt war, ergibt sich aus der Lage des gefundenen Schmuckes.
An der Unterseite einer Schale (zwischen Leinenresten und einem Holzfragment des Bodens) und an der umgestürzten Bronzekanne anhaftendes organisches Material weist auf eine Matte aus Schilf oder Bast hin, mit der der Boden der Grabkammer ausgelegt war.
Nachdem der Katzenbuckel 1955 vom Kreisbauamt St. Ingbert vermessen worden war und der Plan Mitte Juni vorlag, wurde ein 95 Meter langes und bis zu 2,9 Meter hohes Profil des Katzenbuckels angelegt. Grundlage war die 83 Meter lange Ostwand der Sandgrube, die sauber geputzt worden war. Das Profil zeigte, dass über dem Fürstinnengrab ein eigener Erdhügel aufgeschüttet war und der Grabhügel über einen Kreisgraben verfügte. Da der Kreisgraben durch den Sandabbau bereits in großen Teilen zerstört war, lässt sich keine Aussage mehr darüber treffen, ob es ein offener oder ein geschlossener Kreisgraben war. Der Kreisgraben des Fürstinnengrabes hatte einen Durchmesser von 20 Metern eine Tiefe von 0,4 Meter und eine Breite von 0,6 Metern. Der Kreisgraben lag ca. 1,5 Meter innerhalb des Grabhügels. Diese Tatsache ist damit zu erklären, dass Teile des Grabhügels an den Seiten abgerutscht sind und den Kreisgraben überlagerten. Anhand der Messdaten ergibt sich für den Grabhügel eine Höhe von ca. 4,7 Meter. Der Durchmesser betrug etwa 19 Meter. Es wurden keine Nachbestattungen gefunden.
Eine Verlängerung des Profils um 12,50 Meter zeigte dann, dass auch über dem 1952 gefundenen Grab B ein großer Grabhügel aufgeschüttet gewesen war. Das Grab selbst war zum Zeitpunkt des Fundes 1952 bereits weitgehend durch den Sandabbau zerstört, und die wenigen Funde (Ring und Scherben eines Gefäßes) lassen die Frage zu, ob es tatsächlich vollständig war. Da zu diesem Zeitpunkt noch keine eingemessene Karte des Katzenbuckel vorlag, ist seine genaue Lage nicht dokumentiert. Deshalb ist unklar, ob es tatsächlich die Zentralbestattung des Grabhügels oder eine Nachbestattung war. Für Grab B, dessen Kreisgraben einen Durchmesser von 22 Meter und eine Breite von 0,55 Meter innehatte und der sich direkt an den Grabhügel anschloss, ergibt sich ein Durchmesser von ca. 22 Meter und eine Höhe von ca. 4,4 Meter.
Im Zuge der weiteren Ausgrabungen wurden die Reste eines weiteren Grabhügels (Grab C) gefunden. Von diesem Grabhügel konnte im Profil nur noch ein kleiner Rest nachgewiesen werden. Dort fanden sich drei Bronzestücke sowie Knochenstücke eines Tieres. Des Weiteren wurden an drei Stellen menschliche Knochen und an einer vierten Stelle die Reste eines Brandgrabes, die in den 1990er Jahren zu einer Datierung herangezogen werden konnten, gefunden. Allerdings waren alle diese Bestattungen Nachbestattungen. Das Zentralgrab und alle weiteren Teile des Grabhügels waren zu dieser Zeit bereits durch die Sandgrube zerstört. Dieser Grabhügel lag östlich vom Fürstinnengrab und Grab B und war wesentlich größer als die beiden Grabhügel. Zudem wurden in der Fläche weitere Funde gemacht, die keinem der drei Gräber zugeordnet werden konnten und zu einem vierten Grabhügel gehört haben müssen, der aber nicht mehr nachgewiesen werden konnte.

## Funde
Die in der Folge genannten Entfernungsangaben der einzelnen Fundstücke, soweit angegeben, entstammen der handschriftlich angefertigtem Skizze des Aufmaßes des Befunds aus den Akten des Staatlichen Konservatoramt Saarbrücken. Am Hals trug die Bestattete einen aus Gold gefertigten Torques. In der Mitte des Brustkorbes wurde eine längliche Scheibenfibel gefunden. Im Bereich der linken Brust lag eine bronzene Maskenfibel. Auf der rechten Seite lag in Höhe des Unterarmes ein goldener Armreif und im Bauchbereich, wo die rechte Hand angenommen werden kann, fanden sich zwei goldene Fingerringe. Auf der linken Seite lagen im Bereich des Armes im unteren Bereich ein Armring aus Gold, gefolgt von einem etwas mehr oben liegenden Armring aus Glas und einem Armring aus Ölschiefer. Einige Zentimeter unterhalb der rechten Hand, etwa in Höhe der Hüfte, lag eine Tierfibel mit der Darstellung eines Hahnes. Rechts, etwa in Höhe der Brust, befand sich der Handspiegel.
Direkt an der Ostwand des Grabes, 1,23 Meter von der Südwand entfernt, wurde liegend eine vergoldete Bronzekanne mit Deckel mit der Öffnung Richtung Norden gefunden. Die Bronzekanne war teilweise eingedrückt und in mehrere Einzelteile zerbrochen. 1,77 Meter von der Südwand entfernt und mit einem Abstand von 0,51 Meter von der Ostwand fand sich eine Bronzeschale mit einem Durchmesser von 27,3 cm und direkt darüber, 0,50 Meter von der Ostwand entfernt, eine Bronzeschale mit einem Durchmesser von 28 cm. Links der Bronzekanne, 1,29 Meter von der Südwand und 0,405 Meter von der Ostwand entfernt, befand sich ein goldener manschettenförmiger Beschlag. Ein zweiter, gleichartiger Beschlag lag 1,13 Meter und 0,615 Meter von der Ostwand entfernt. Eine runde Scheibenfibel aus Gold befand sich 0,66 Meter von der Südwand und 1,7 Meter von der Ostwand entfernt. Neben dem Kopf der Toten befand sich ein Fundkomplex aus Glasperlen, Bernsteinperlen, Einzelteilen einer Stangengliederkette, Anhängern und sonstigen Fundstücken. Die Fundstücke lagen teilweise übereinander. Der Fundkomplex hatte eine ovale Form. Er maß in Ost-West-Richtung 0,35 Meter, in Nord-Süd-Richtung 0,5 Meter und lag von der Nordwand 0,625 Meter entfernt. Von der Ostwand aus lag sein Mittelpunkt ca. 1,7 Meter entfernt. Aufgrund der Anordnung der einzelnen Stücke des Fundkomplexes, die sich teilweise übereinander befanden und alle in einem begrenzten Areal aufgefunden wurden, kann postuliert werden, dass sich die Gegenstände in einem Behältnis befunden haben. Welcher Art dieses Behältnisses war lässt sich nicht sagen. Allerdings muss es aus einem vergänglichen Material bestanden haben, da von diesem keine Spuren gefunden wurden. Am wahrscheinlichsten erscheint eine Schatulle aus Holz. An einigen der Fundstücke hafteten Gewebe- und Holzreste an.
Zu den herausragenden Funden des Grabes von Reinheim gehören der Goldschmuck bestehend aus dem Torques, zwei Armringen sowie einer vergoldenden Bronzekanne. Insbesondere der Armreif und der Torques, die an ihren Enden die Darstellung einer nicht bekannten weiblichen Gottheit tragen und Vorbilder im griechischen und etruskischem Raum haben, sind hier hervorzuheben. Zur Bronzekanne gehörten zwei Schalen aus Bronze. Durch die zwei gefundenen golden, manschettenförmigen Verzierungen, lassen sich als zugehörige Trinkgefäße zwei Trinkhörner postulieren. Die mehrfach vertretene Annahme, dass sich die Bronzekanne sowie das zugehörige Geschirr auf einem kleinen Tisch befunden haben, würde bedeuten, dass die Grabkammer höher sein müsste, wie anhand der Holzspuren an den Außenwänden nachweisbar ist. Hier hätten sich Spuren eines vierten Brettes finden lassen müssen. Weitere hervorzuhebende Fundstücke sind die beiden Scheibenfibeln aus Gold mit Korallenbesatz, die Maskenfibel mit der Darstellung eines Leopardenkopfes und eines menschlichen Kopfes und die Tierfibel in Form eines Hahnes mit Korallen- und Beinbesatz.
Die Tierfibel neben dem Becken und die Maskenfibel im Bereich der linken Brust sind als Verschlussteile zweier Bekleidungsstücke zu werten, die die Tote zum Zeitpunkt der Bestattung trug. Fest steht, dass es wohl zwei getrennte Kleidungsstücke gewesen sein dürften. Eine solche Art der Kombination von Fibeln zum Verschluss der Bekleidung wurde bisher nur selten und überwiegend in der Schweiz gefunden. Die in der Höhe des Halses gefundene längliche Scheibenfibel und die zu Füßen der Toten gefundene runde Scheibenfibel, von der Keller im Grabungsbericht annimmt, „[…] daß sie an ein Kleid, das an dieser Stelle lag, angeheftet war.“ sind, bei Vergleichen mit der Fundlage von Scheibenfibeln in anderen Gräbern, bei denen diese nicht nur im Halsbereich, sondern auch neben dem Kopf und unterhalb der Füße gefunden wurden, als Verschlüsse eines Leichentuches zu postulieren. Rückschlüsse auf die soziale Stellung der Toten, anhand einer eventuellen, da nur selten beobachteten, besonderen Bekleidung, können nach heutigem Kenntnisstand nicht getroffen werden. Allerdings belegen die Fibeln, dass es eine Frau war.
Die Fundstücke befinden sich heute im Museum für Vor- und Frühgeschichte in Saarbrücken.
Die nachfolgende Tabelle listet alle Funde aus dem Fundkatalog von Keller auf. Die Beschreibungen sind entsprechend um neuere Erkenntnisse ergänzt.
| Funde des Fürstinnengrabes aus dem Fundkatalog von Josef Keller (Mit der Ergänzung neuer Erkenntnissen) |                                          |                          | |        |                                                             |        |
| Kategorie                                                                                               | Gegenstand                               | Material                 | Beschreibung | Anzahl | Fundkatalognummer                                           | Bilder |
| Fingerringe, Arm- und Halsring, Anhänger, Fibeln                                                        | Torques                                  | Gold                     | Getrieben und geschmiedet. Hohl. Aus mindestens 25 Einzelteilen zusammengesetzt. Durchmesser außen 172 mm, innen 153 mm. Gewicht 187,2 g. An den Enden zwei menschliche Köpfe, mit Helm der als Kopf eines Raubvogels ausgebildet ist. Hinter den Köpfen je zwei als Relief ausgebildete Köpfe von Raubkatzen. | 1      | Keller Nr. 1                                                |        |
| Fingerringe, Arm- und Halsring, Anhänger, Fibeln                                                        | Armreif                                  | Gold                     | Glatter, hohler ovaler Armreif. Details der Oberfläche ziseliert, gepunzt und graviert. Im Gießverfahren hergestellt. Aus mehreren Teilen zusammengesetzt. Durchmesser außen 80,5 mm, innen 61 mm. Gewicht 117,1 g. An beiden Enden eine figürliche Darstellung mit Kopf und Brustbereich. Auf dem Kopf vogelartiger Schmuck und Helm in Gestalt eines Raubvogels. An den Schultern Flügel. Die vor der Brust gehaltenen Hände halten einen nicht identifizierbarer Gegenstand. Darstellung der Haare sowie eines Kleides. Über den Köpfen mit Blickrichtung nach außen die Darstellung zweier Raubkatzen, deren Schnurrhaare als gepunzte Punkte zu erkennen sind. Die figürliche Darstellung vereint Attribute der Göttinnen Artemis und Minerva. | 1      | Keller Nr. 2                                                |        |
| Fingerringe, Arm- und Halsring, Anhänger, Fibeln                                                        | Armring                                  | Gold                     | Durchmesser 67,7 mm außen, innen 54,7 mm. Gewicht 29,6 g. Steckverschluss. Mit Ornamenten verziert. Vermutlich aus der gleichen Werkstatt wie der Torques. | 1      | Keller Nr. 3                                                |        |
| Fingerringe, Arm- und Halsring, Anhänger, Fibeln                                                        | Stift                                    | Gold                     | Länge 7,4 mm. Durchmesser 1,4 mm. Gewicht 0,15 g. Gehört zum Armring aus Gold und diente dort dem Verschluss. | 1      | Keller Nr. 4                                                |        |
| Fingerringe, Arm- und Halsring, Anhänger, Fibeln                                                        | Fingerring                               | Gold                     | Durchmesser außen 21,3 mm, innen 18,7 mm. Breite 10,5 mm. Gewicht 7,7 g. Bestehend aus drei Ringen zwischen denen je ein verwundener, gedrehter und in Schlingen gebogenen Vierkantdraht eingelötet ist. Vermutlich nach etruskischem oder griechischem Vorbild gefertigt. Anstelle des üblichen Runddrahtes wurde ein vierkantiger Draht verwendet, wie er an einem Anhänger in der Schweiz gefunden wurde. | 1      | Keller Nr. 5                                                |        |
| Fingerringe, Arm- und Halsring, Anhänger, Fibeln                                                        | Fingerreif                               | Gold                     | Durchmesser außen 20 mm, innen 18,2 mm. Gewicht 1,7 g. Aus einem einfachen Goldblechstreifen mit 2 mm Breite gefertigt. | 1      | Keller Nr. 6                                                |        |
| Fingerringe, Arm- und Halsring, Anhänger, Fibeln                                                        | Längliche Scheibenfibel                  | Eisen, Gold und Koralle  | Länge 37,5 mm. Breite 25 mm. Bügel und Halteplatte des Goldblechs aus Eisen. Rosettenförmig, nach oben leierförmig. Mit getriebener und gepunzter Verzierung des Goldblechs. In der Mitte befand sich wahrscheinlich eine große Korallenperle. Darum ein Kranz mit Verzierung, um den ein Kreis mit 13 Vertiefungen angeordnet ist. Diese waren abwechselnd mit einer Korallenperle besetzt. Zum leierförmigen Fortsatz mit zwei Korallenperlen. Am Ende des Fortsatzes befanden sich drei Korallenperlen. Die innere Perle war nicht mehr erhalten. Über der mittleren Perle ist ein einzelnes Blatt dargestellt. Von den sieben Perlen des Kreises und den drei Perlen des Fortsatzes war nur noch eine vorhanden. Die Perlen waren mit einem durch sie durchgeführten Stift befestigt. Der Durchmesser der Perlen des Kreises und des Fortsatzes beträgt 3 mm. | 1      | Keller Nr. 10                                               |        |
| Fingerringe, Arm- und Halsring, Anhänger, Fibeln                                                        | Runde Scheibenfibel                      | Eisen, Gold und Koralle  | Bügel und Halteplatte des Goldblechs aus Eisen. Goldblech aus innerer Vollscheibe (Durchmesser 26,7 mm) und äußerer Ringscheibe (Durchmesser außen 41 mm, innen 24 mm). Goldblech mit Verzierungen. In der Mitte eine einzelne Korallenperle. Darum mehrere kreisförmig angeordnete Verzierungen. Darum kreisförmig angeordnet 20 Korallenperlen mit einem Durchmesser von 4,6 mm. Die Perlen waren mit einem durch sie durchgeführten Stift befestigt. An Ihr anhaftend Gewebereste. | 1      | Keller Nr. 11 und Nr. 202                                   |        |
| Fingerringe, Arm- und Halsring, Anhänger, Fibeln                                                        | Maskenfibel                              | Bronze                   | Unvollständig. Nut für Zierstreifen. Mit Darstellung eines Leoparden- und eines Menschenkopfes, die sich am Kinn berühren. | 1      | Keller Nr. 13                                               |        |
| Fingerringe, Arm- und Halsring, Anhänger, Fibeln                                                        | Ring                                     | Bronze                   | Durchmesser 85 mm. Querschnitt 4 mm. Anhaftend an dem Gewebe unter dem Spiegel. | 1      | Keller Nr. 16 und Nr. 201                                   |        |
| Fingerringe, Arm- und Halsring, Anhänger, Fibeln                                                        | Anhänger                                 | Bronze                   | Länge 64,6 mm. Linker Fuß fehlt. Vollplastische Darstellung eines nackten Mannes mit leicht gespreizten Beinen und mit Darstellung des männlichen Geschlechtes. Der Kopf und die erhobene Hände halten den Anhängerring. | 1      | Keller Nr. 19                                               |        |
| Fingerringe, Arm- und Halsring, Anhänger, Fibeln                                                        | Anhänger                                 | Bronze                   | Länge 53,2 mm. Vollplastische Darstellung eines nackten Mannes mit leicht eingeknickten Beinen und mit Darstellung des männlichen Geschlechtes. Ringöse am Kopf. Hände vor der Brust angewinkelt. | 1      | Keller Nr. 20                                               |        |
| Fingerringe, Arm- und Halsring, Anhänger, Fibeln                                                        | Fingerring                               | Bronze                   | Durchmesser außen 22 mm, innen 19,5 mm. Breite 7,9 mm. Aus mehreren Bruchstücken rekonstruiert. Unvollständig. Mit fischblasenförmigen Muster verziert. | 1      | Keller Nr. 21                                               |        |
| Fingerringe, Arm- und Halsring, Anhänger, Fibeln                                                        | Ringlein                                 | Bronze                   | Aus 42 gefunden Bruchstücken aus Bronze lassen sich ca. 16 kleine Ringe mit verschiedenen Durchmessern rekonstruieren. Die Durchmesser der Ringe liegen zwischen 7 mm und 17 mm. | 16     | Keller Nr. 22                                               |        |
| Fingerringe, Arm- und Halsring, Anhänger, Fibeln                                                        | Tierfibel                                | Bronze, Koralle und Bein | Länge 63,8 mm. Höhe 33,4 mm. Darstellung eines Hahnes mit Gefieder und Schwanzfedern. Spiralfeder mit vier Windungen. An der Spiralachse waren beidseitig Perlen aus Koralle und Bein angebracht. Kamm, Augen und Schwanzansatz jeweils mit Koralle verziert. Anhaftend am Hals des Hahnes und der Nadel ein dünner weißer Faden. | 1      | Keller Nr. 14 und Nr. 203                                   |        |
| Fingerringe, Arm- und Halsring, Anhänger, Fibeln                                                        | Armring                                  | Glas                     | Glasklar mit Einschlüssen kleiner Luftblasen. Durchmesser außen 81,7 mm bis 84,5 mm, innen 64,7 mm bis 66,6 mm. Stärke 8,1 mm bis 8,8 mm. | 1      | Keller Nr. 34                                               |        |
| Fingerringe, Arm- und Halsring, Anhänger, Fibeln                                                        | Ring                                     | Glas                     | Hellgrün, durchsichtig. Durchmesser außen 28 mm bis 29 mm, innen 14,5 mm bis 14,7 mm. Stärke 4,6 mm. | 1      | Keller Nr. 51                                               |        |
| Fingerringe, Arm- und Halsring, Anhänger, Fibeln                                                        | Armring                                  | Ölschiefer               | Durchmesser außen 108,3 mm bis 109,7 mm, innen 81,4 mm bis 82 mm. Stärke 15,8 mm bis 16,7 mm. | 1      | Keller Nr. 54                                               |        |
| Fingerringe, Arm- und Halsring, Anhänger, Fibeln                                                        | Anhänger                                 | Quarzit                  | Schwarz. Durchmesser 35 mm bis 38,8 mm. Stärke 11,7 mm. Lochdurchmesser 6,6 mm bis 8,3 mm. Kiesel mit natürlichem Loch. | 1      | Keller Nr. 56                                               |        |
| Fingerringe, Arm- und Halsring, Anhänger, Fibeln                                                        | Anhänger                                 | Stein                    | Olivgrün. Länge 25,4 mm. Breite 13 mm und 19,8 mm. Stärke 3,5 mm bis 8 mm. Durchmesser Bohrloch 5 mm und 8,1 mm. Trapezförmig. Breitseite dünn. | 1      | Keller Nr. 57                                               |        |
| Fingerringe, Arm- und Halsring, Anhänger, Fibeln                                                        | Schuhanhänger                            | Bernstein                | Länge 30,1 mm. Höhe 26,1 mm. Breite 8 mm. Durchmesser Bohrloch 2,3 mm. | 1      | Keller Nr. 66                                               |        |
| Stangengliederkette                                                                                     | Stabglieder                              | Eisen                    | Länge zwischen 36 mm und 45 mm. | 25     | Keller Nr. 25.1 bis Nr. 25.39, Nr. 202, Nr. 203 und Nr. 206 |        |
| Stangengliederkette                                                                                     | Ringlieder                               | Eisen                    | Durchmesser zwischen 7,5 mm und 11,6 mm. Teilweise noch zusammenhängend. An zwei Teilstücken hafteten Gewebespuren an. Zudem Reste einer Röhre aus Holz, in der Reste einer 4 mm dicken Schnur gefunden wurden. | 111    | Keller Nr. 25.1 bis Nr. 25.39, Nr. 202, Nr. 203 und Nr. 206 |        |
| Stangengliederkette                                                                                     | Gestielte Ringe                          | Eisen                    | Länge zwischen 26 mm und 37,6 mm. Durchmesser zwischen 14 mm und 17,3 mm. Ein Ring mit gebogenen Stiel. | 4      | Keller Nr. 26 bis 29                                        |        |
| Perlencollier                                                                                           | Augenperle                               | Glas                     | Schwarz. Durchmesser 37,2 mm bis 38 mm. Lochdurchmesser 10,5 mm bis 11 mm. Achse 28 mm bis 31 mm. Mittig im Umfang fünf Buckel die von drei Kreisen in den Farben weiß, gelb, weiß eingefasst sind. Eine Lochmündung ist von 11 Augen alternierend in den Farben gelb, gelb, weiß, gelb, weiß, gelb eingefasst. Die andere Lochmündung mit 10 Augen alternierend in den Farben weiß, gelb. | 1      | Keller Nr. 35                                               |        |
| Perlencollier                                                                                           | Augenperle                               | Glas                     | Türkisblau. Durchmesser 24 mm bis 24,6 mm. Lochdurchmesser 10,5 mm. Achse 20 mm. Auf einer Seite vier und auf der andren Seite drei rundliche Felder aus braunem Glas mit weiß-blauen Augen. | 1      | Keller Nr. 36                                               |        |
| Perlencollier                                                                                           | Augenperle                               | Glas                     | Grünlich-blau. Durchmesser 23,4 mm bis 24,8 mm cm. Lochdurchmesser 6,3 mm. Achse 21,2 mm. Auf einer Seite vier und auf der anderen Seite drei rundliche Felder aus braunem Glas mit weiß-blauen Augen. | 1      | Keller Nr. 37                                               |        |
| Perlencollier                                                                                           | Perlen                                   | Bernstein                | Perlen in verschiedenen Formen und mit verschiedenen Durchmessern. | 125    | Keller Nr. 67 bis 191                                       |        |
| Perlencollier                                                                                           | Schieber                                 | Bernstein                | Verschiedene Größen. Teilweise nur Bruchstücke mit bis zu fünf Bohrungen. | 5      | Keller Nr. 192 bis 196                                      |        |
| Verzierung und Zubehör von Trinkgefäßen                                                                 | Manschettenförmiger Beschlag             | Gold                     | Durchmesser oben 45 mm bis 47 mm, unten 41 mm bis 43 mm. Breite 33 mm bis 33,8 mm. Stärke 0,15 mm. Gewicht 4,1 g. Mit Ornamenten mit Blütenmuster, Perlstab und halbkreisförmigen Bögen. Mit Durchbrechungen des Materials. Vermutlich Verzierung eines Trinkhornes. | 1      | Keller Nr. 7                                                |        |
| Verzierung und Zubehör von Trinkgefäßen                                                                 | Manschettenförmiger Beschlag             | Gold                     | Durchmesser oben 45 mm bis 47 mm, unten 41 mm bis 43 mm. Breite 31 mm bis 32,5 mm. Stärke 0,15 mm. Gewicht 3,4 g. Mit Ornamenten mit Blütenmuster, Perlstab und halbkreisförmigen Bögen. Mit Durchbrechungen des Materials. Vermutlich Verzierung eines Trinkhornes. | 1      | Keller Nr. 8                                                |        |
| Verzierung und Zubehör von Trinkgefäßen                                                                 | Rosette                                  | Gold                     | Durchmesser 10 mm bis 10,3 mm. Stärke 0,15 mm. Gewicht 0,4 g. Bei den manschettenförmigen Beschlägen gefunden. Vermutlich Teile des Zubehörs der Trinkhörner. Eventuell Verzierung des Deckels oder eines Trageriemens. | 3      | Keller Nr. 9                                                |        |
| Trinkservice                                                                                            | Röhrenkanne                              | vergoldete Bronze        | Höhe mit Deckel 514,2 mm. Durchmesser an der breitesten Stelle 232 mm. Auf dem Deckel eine plastische Figur eines Pferdes mit Menschenkopf. Kopf männlich mit langem Spitzbart und zurückgekämmten Haaren. Verzierung der Kanne mit Ornamenten, Reliefdarstellungen, Im Hochrelief Darstellung von Männerköpfen. Sowie Widderkopf am Kannendeckel. Ornamente mit Lotusblütenmuster und Fischblasenmuster. An einigen Teilen wurden Rückstände von Weinstein gefunden. Am Boden der Kanne Gewebe- und Holzreste anhaftend. | 1      | Keller Nr. 12, Nr. 202 und Nr. 206                          |        |
| Trinkservice                                                                                            | Spendenschale                            | Bronze                   | Durchmesser 280 mm. Hohe 50 mm. Unverziert. An der Unterseite anhaftend ein doppelt gelegtes Stück weißes Leinen mit 3 dunkelblauen Streifen in verschiedenen Mustern mit den Maßen 219 mm × 173 mm. Auf dem Teller liegend ein Holzfragment mit einer Länge von 305 mm, einer Breite von 285 mm und einer Stärke von 1 mm bis 3 mm. Darunter zwei Holzbrettchen. | 1      | Keller Nr. 17, Nr. 199 und Nr. 204                          |        |
| Trinkservice                                                                                            | Spendenschale                            | Bronze                   | Durchmesser 273 mm cm. Höhe 412 mm cm. Unverziert. An der Unterseite anhaftend ein Stück weißes Leinen mit dunkelblauen Streifen mit den Maßen 260 mm × 214 mm. Unter dem Leinen befand sich ein ovales Stück Holz mit einer Länge von 275 mm, einer Breite von 210 mm und einer Stärke von 1 mm bis 5 mm. Die Maserung lässt auf ein Stück Eichenholz des Bodens schließen. Zwischen Holz und Leinen mittig einfasriges, streuartiges Gewebe, dass von einer Bast- oder Schilfmatte stammen kann mit den Maßen 160 mm × 100 mm. | 1      | Keller Nr. 18, Nr. 200 und Nr. 205                          |        |
| Sonstige Gebrauchsgegenstände                                                                           | Handspiegel                              | Bronze und Koralle       | Durchmesser der Spiegelscheibe 189 mm. Stärke der Spiegelscheibe 1,3 mm. Der Griff endet in einer Tülle, die am Ende hohl ist. Vermutlich war hier ein Griff aus vergangenen Material angebracht. Zur Spiegelfläche hin beidseitige Darstellung eines Oberkörpers mit Januskopf. Arme nach oben angewinkelt. Die Spiegelfläche war durch die Hände mit dem Griff verbunden. Verzierung der Handflächen mit Koralle. Kopf eingerahmt von fischblasenförmigen Blätter. Unter dem Spiegel die Reste eines feinen Gewebes mit den Maßen 133 mm × 95 mm. Darunter ein Holzfragment von 5 mm bis 10 mm. Die Maserung lässt auf Eichenholz schließen und stammt wahrscheinlich vom Boden der Grabkammer. | 1      | Keller Nr. 15 und Nr. 201                                   |        |
| Sonstige Gebrauchsgegenstände                                                                           | Messer                                   | Eisen                    | Länge 72 mm (mit Dorn), Länge Klinge 48 mm. Breite der Klinge 14,3 mm. Stärke 4 mm. Spitze fehlt. Rücken konvex gebogen. Der Dorn steckte noch in erhaltenen Holzresten des Griffes. | 1      | Keller Nr. 23 und Nr. 206                                   |        |
| Sonstige Gebrauchsgegenstände                                                                           | Büchse                                   | Eisen                    | Länge (mit Deckelperle) 55 mm. Durchmesser Büchse 19,5 mm. Durchmesser Deckel 20 mm. Seitlich am Boden befindet sich eine Öse. Am Deckel ankorrodiert mehrere Bronze- und Eisenringchen. An der Dose und den Ringen anhaftende Reste einer Schnur. Deckel und Büchse waren so miteinander verrostet, dass ein Öffnen der Büchse nicht möglich war. | 1      | Keller Nr. 22.3, Nr. 24 und Nr. 203                         |        |
| Sonstige Gebrauchsgegenstände                                                                           | Pfeilspitze                              | Chalzedon                | Länge 32,2 mm. Breite 19,3 mm. Stärke 8,4 mm. Jungsteinzeitlich bis kupfersteinzeitlich. Vermutlich als Amulett genutzt. | 1      | Keller Nr. 58                                               |        |
| Sonstige Gebrauchsgegenstände                                                                           | Bernsteinstab                            | Bernstein und Silber     | Länge 88 mm. Stärke 18 mm. Aus fünf verbundenen Teilstücken. Am Endstück Silberketten mit Klapperperlen aus Bernstein. | 1      | Keller Nr. 198                                              |        |
| Sonstiges                                                                                               | Perlen                                   | Glas                     | Unterschiedliche Größen und Farben. Alle mit Bohrloch. | 14     | Keller Nr. 38 bis 50                                        |        |
| Sonstiges                                                                                               | Kugel                                    | Jaspis                   | Bräunlich-gelb bis schwarzbraun-violett. Durchmesser 23,5 mm. Unregelmäßige Oberfläche. | 1      | Keller Nr. 59                                               |        |
| Sonstiges                                                                                               | Kugel                                    | Hornstein?               | Schwarzblau bis bräunlich-grau. Durchmesser 15 mm. | 1      | Keller Nr. 60                                               |        |
| Sonstiges                                                                                               | Niet                                     | Bronze                   | Länge 4 mm. Durchmesser Kopf 7 mm. Beide wurden bei der Tierfibel gefunden. | 2      | Keller Nr. 22.5 und 22.6                                    |        |
| Sonstiges                                                                                               | Bruchstück eines versteinerten Ammoniten |                          | Größe 36,6 mm × 11 mm × 12 mm. Mit Eisenrost überzogen. Es hafteten Gewebereste an. | 1      | Keller Nr. 61 und Nr. 202                                   |        |
| Sonstiges                                                                                               | Feuersteinabschlag                       |                          | Größe 8,6 mm × 11,4 mm × 2,2 mm. | 1      | Keller Nr. 62                                               |        |
| Sonstiges                                                                                               | Bruchstück                               | Hämatit?                 | Größe 37,5 mm × 25,7 mm × 16,3 mm und 14 mm × 9 mm × 8 mm. | 2      | Keller Nr. 63                                               |        |
| Sonstiges                                                                                               | Bruchstücke                              | Bernstein                | Verschiedene Bruchstücke, Späne und Splitter von Schiebern und Perlen. | 1      | Keller Nr. 197                                              |        |
| Sonstiges                                                                                               | Bruchstück eines Ringes                  | Lignit                   | Länge noch 31 mm. Querschnitt 7 mm. | 1      | Keller Nr. 64                                               |        |
| Sonstiges                                                                                               | Bruchstück                               | Gagat                    | 11 mm × 10 mm × 5,5 mm und 8,5 mm × 4,5 mm × 2,5 mm. | 2      | Keller Nr. 65                                               |        |
| Sonstiges                                                                                               | Bruchstücke                              | Bronze                   | Alle Teile wurden bei der Maskenfibel gefunden. Ein Gegenstand konnte nicht rekonstruiert werden. Sie sind aber kein Bestandteil der Maskenfibel. | 11     | Keller Nr. 22.8 bis 22.18                                   |        |
| Sonstiges                                                                                               | Ring                                     | Eisen                    | | 1      | Keller Nr. 30                                               |        |
| Sonstiges                                                                                               | Reste von Ringen                         | Eisen                    | Anhaftend an einem Eisenfragment. |        | Keller Nr. 31                                               |        |
| Sonstiges                                                                                               | Formlose Stücke                          | Eisen                    | Länge 19,2 mm, 16,5 mm und 12,6 mm. | 3      | Keller Nr. 32                                               |        |
| Sonstiges                                                                                               | Bruchstücke                              | Eisen                    | | 75     | Keller Nr. 33                                               |        |
| Sonstiges                                                                                               | Bruchstücke Fingerring                   | Glas                     | Hellblaues, durchsichtiges Glas. | 2      | Keller Nr. 52                                               |        |
| Sonstiges                                                                                               | Bruchstück                               | Glas                     | klares Glas. Größe 4,8 mm × 4,8 mm × 5 mm. | 1      | Keller Nr. 53                                               |        |
| Sonstiges                                                                                               | Bruchstück eines Ringes                  | Ölschiefer               | Rechteckig. Länge 27,7 mm. Querschnitt 9,5 mm × 11,5 mm. | 1      | Keller Nr. 55                                               |        |
| Sonstiges                                                                                               | Gewebereste                              | Leinen                   | Mit den Maßen 130 mm × 40 mm, 75 mm × 35 mm und 9 mm × 8 mm. | 3      | Keller Nr. 202                                              |        |
| Sonstiges                                                                                               | Holzreste                                |                          | Diverse kleine Holzreste, die an verschiedenen Gegenständen aus Metall anhafteten. | 40     | Keller Nr. 206                                              |        |

Anmerkungen
1. ↑  Der von Josef Keller in der Beschreibung der Grabbeigaben von 1965 ursprünglich vermutet Herstellungsprozess wurde durch materialtechnische Untersuchungen zwischenzeitlich widerlegt.
2. ↑  Der von Josef Keller in der Beschreibung der Grabbeigaben von 1965 ursprünglich vermutet Herstellungsprozess wurde durch materialtechnische Untersuchungen zwischenzeitlich widerlegt und damit auch die Annahme, dass sowohl der Torques als auch der Armring vom selben Schmied hergestellt worden waren.
3. ↑  Keller spricht diese Fibel mit unterschiedlichen Bezeichnungen an. Im Grabungsbericht von 1965 mit Goldblattfibel und im vorläufigen Grabungsbericht von 1955 mit Zierscheibe. In der zum Grabungsbericht von 1965 gehörenden Beschreibung der Grabbeigaben erscheint keine der beiden Bezeichnungen. Ein Vergleich des Fotos der Zierscheibe aus dem Bericht von 1955 mit dem Foto der länglichen Scheibenfibel aus dem Bericht von 1965 zeigt, dass es sich hier tatsächlich um die längliche Scheibenfibel handelt.
4. ↑  In der Beschreibung der Grabbeigaben von 1965 gibt Josef Keller an, die Verzierungen seien gepresst. Untersuchungen haben allerdings gezeigt, dass die Verzierungen getrieben und gepunzt sind. In Deutschland, Österreich, der Schweiz und Frankreich sind bisher nur runde Scheibenfibeln gefunden worden. Einzig in Alphen aan den Rijn in den Niederlanden wurde bisher ein vergleichbares Exemplar aus Silber gefunden.
5. ↑  Im Fundkatalog von 1965 wird die Größe der Figur mit 66,7 mm angegeben. Zudem sind die beiden Beine oberhalb der Unterschenkel angeklebt. Da Keller in seinem Bericht diesen Bruch nicht erwähnt und er auch nicht auf den Fotos nachzuvollziehen ist, ist davon auszugehen, dass dieser Bruch rezent, als erst nach dem Fund und der Katalogisierung aufgetreten ist. Dadurch erklärt sich der Unterschied in der Größenangabe.
6. ↑  Im vorläufigen Grabungsbericht von 1955 wurde das Material mit Lignit angegeben. Ein Gutachten im Jahr 1956 ergab allerdings, dass es Ölschiefer ist.
7. ↑  In der Beschreibung der Grabbeigaben wird die Form des Anhängers als Fuß beschrieben. Tatsächlich lässt er sich allerdings als Schuhanhänger ansprechen. Diese Form des Anhängers war von der Späthallstattzeit bis in die Spätlatènezeit weit verbreitet.
8. ↑  Die Stangengliederkette wurde nur in den obigen Einzelteilen gefunden. Ein Verschluss konnte nicht gefunden werden. Eventuell hatte der gestielte Ring mit dem gebogenen Stiel diesbezüglich eine Funktion inne. Die anderen Ringe könnten Gürtelanhänger gewesen sein. Anhand der gefundenen Stab- und Ringglieder kann die ursprüngliche Länge der Kette mit ca. 1,6 Meter angenommen werden.
9. ↑  Das Perlencollier wurde nicht im Ganzen gefunden. Es wurden lediglich die Bernsteinperlen, die Schieber und die drei, vermutlich im Mittelmeerraum, in einer karthagischen Werkstatt hergestellten, Augenperlen gemeinsam an einer Stelle gefunden. Das Kollier basiert auf einer Rekonstruktion von B. Brugmann anhand von Abnutzungsspuren.
10. ↑  Die bereits im Grabungsbericht von 1965 geäußerte Vermutung, dass die Kanne Wein enthielt, konnte zwischenzeitlich durch eine Untersuchung, der durch das Römisch-Germanische Zentralmuseums Mainz entnommenen und gesicherten Proben, durch die Landes-, Lehr- und Forschungsanstalt des Landes Rheinland-Pfalz bewiesen werden.
11. 1 2  Keller bezeichnet die Schalen im Grabungsbericht als Teller. Kulturhistorische Betrachtungen und Vergleiche mit Funden in anderen Gräbern lassen allerdings darauf schließen, dass es Spendenschalen waren, mit denen den Göttern vor Beginn einer Zusammenkunft Wein geopfert wurde. Die gefundenen Holzreste in den Schalen und die Gewebereste von Tüchern weisen darauf hin, dass die Schalen ursprünglich mit Holzbrettchen abgedeckt und in Tücher eingeschlagen waren.
12. ↑  Die Büchse wurde in den Werkstätten des Römisch-Germanischen Zentralmuseums Mainz aufgesägt und anschließend wieder zusammengeklebt. Die Untersuchung erbrachte, dass die Büchse leer war
13. ↑  In der Beschreibung der Grabfunde im Grabungsbericht von 1965 wird der Bernsteinstab als „Handgriffartiger Bernsteingegenstand mit Klapperperlen“ aufgeführt. Durch neuerliche Röntgenaufnahmen konnte der Stab in einer leicht anderen Form rekonstruiert werden. Vergleiche mit Funden in Dürrenberg, Šmarjeta und Vinkov legen nahe, dass es ein Kultstab war.

## Dokumentation und Vollständigkeit des Fundes
Die Dokumentation der Grabung von 1954 sowie der Grabungskampagnen der Jahre 1955, 1956 und 1957 ist nicht immer vollständig und stimmig. So existierte 1954 keine topografische Geländekarte des Areal Katzenbuckel. Sie wurde erst nach der Bergung der Funde 1954 in Auftrag gegeben und lag Mitte 1955 vor. Damit war der genaue Fundort der 1952 gefundenen Grabkammer nicht mehr genau nachvollziehbar. Die Lage der Grabkammer der Fürstin musste in die nun vorliegende Karte, anhand einer 1954 handschriftlich mit Entfernungsangaben erstellten Skizze, projiziert werden, da der nach 1954 weitergeführte Sandabbau die Grabkammer zerstört hatte und eine neuerliche Einmessung nicht mehr möglich war.
Dass die genauen Fundstellen der Grabbeigaben nicht alle exakt eingemessen wurden, kann in den meisten Fällen durch vorliegende Fotos kompensiert werden. Allerdings sind einige Fundstücke nicht auf der Messskizze eingezeichnet. Dass diese in der Reinzeichnung des Grabungsplanes eingezeichnet sind, spricht dafür, dass sie anhand der Fotografien in den Grabungsplan übertragen wurden. Andere Fundstücke sind weder auf Fotos vorhanden, noch sind sie auf dem Grabungsplan oder der Messskizze eingezeichnet, was vor allem die einzelnen Bestandteile des Fundkomplexes links neben dem Kopf der Bestatteten betrifft, aber auch die drei goldenen Rosetten. Dies hat zur Folge, dass ihre genaue Lage nicht mehr nachvollziehbar ist. Es ist allerdings anzunehmen, dass sich die Gegenstände in den mehrschichtigen Fundkomplex neben dem Kopf befanden.
Ebenfalls nicht eingemessen wurde der genaue Verlauf der Grenze zwischen der noch erhaltenen Grabkammer und dem bereits durch den Sandabbau zerstörten Teil des Grabes. Genauen Aufschluss über deren Verlauf geben auch die erstellten Fotografien nicht, da diese nicht senkrecht von oben, sondern von schräg oben aufgenommen wurden. Damit dürfte der im Grabungsplan eingezeichnete Verlauf nur grob mit dem tatsächlichen Verlauf übereinstimmen. Bei den Zeichnungen des Planums und der Profile der Grabung von 1956 ergeben sich einige Unstimmigkeiten bzgl. der auf den Zeichnungen der Profile angegebenen Maßstäbe. So stimmen die handschriftlich angegebenen Maßstäbe nicht mit den beigegebenen Meterskalen überein.
Nur in der unveröffentlichten Grabungsdokumentation erscheint ein Damm, der auf dem ursprünglichen Bodenniveau aus kiesigem Sand und Kalksteinen aufgeschüttet worden war, in Nord-Süd-Richtung verlief und als Bänderung erkennbar war. Dieser Bänderung wurde 1955 allerdings keinerlei Beachtung geschenkt. Erst bei den Nachgrabungen 1957 wurde der Damm bemerkt. Allerdings war er zu diesem Zeitpunkt bereits größtenteils durch den Sandabbau abgegraben worden. Da das Hauptprofil diesen noch mal schneidet, liegt die Vermutung nahe, dass das Grab ursprünglich von einem rechteckigen Damm umgeben war. Keller schenkte dieser Beobachtung kein Interesse. Da er der Ansicht war „Es handelt sich dabei weder um Füllschichten noch um übereinander gesetzte Rasensonden, sondern bloß um eine nachträglich und auf natürliche Weise entstandene Bänderung.“. Ebenso zeigte er für die Kalksteine im Schnitt des Profils kein Interesse. Für die Kalksteine war für ihn klar, „[…] daß ihre Lage zufällig war und nichts bemerkenswertes hinter ihr steckte.“ Was ihn zu diesen Annahmen brachte, bleibt unklar, da er sich weder im offiziellen Grabungsbericht noch in den nicht veröffentlichten Dokumentationen weiter zu diesem Thema äußert.
Dass einige Untersuchungsergebnisse, hinsichtlich der Herstellung einiger der Gegenstände, durch die Werkstätten des Römisch-Germanischen Zentralmuseums Mainz zu teilweise nicht vollständigen oder falschen Ergebnissen führten und in Kellers Fundkatalog von 1965 nebst teilweise daraus resultierenden falschen Schlussfolgerungen Eingang hielten, sind dem Umstand geschuldet, dass in den 1950er Jahren noch nicht die heutigen technischen Möglichkeiten zur Untersuchung der Funde zur Verfügung standen. So musste zum Beispiel die im Grab der Fürstin gefundene Büchse aufgesägt und wieder zusammengeklebt werden, um deren Inhalt zu überprüfen. Dies führte dazu, dass die Büchse heute ca. 0,6 mm kleiner ist als bei ihrem Fund 1954 angegeben.
Trotz der teilweise unvollständigen oder nicht stimmigen Dokumentation der Funde und der Grabungsunterlagen gehört das Grab der Fürstin von Reinheim zu den am besten dokumentierten seiner Art. Die Dokumentation lässt den Schluss zu, dass es sich, von dem durch den Sandabbau zerstörten Teil der Grabkammer abgesehen, um eine ungestörte Beisetzung handelt. Die Frage der Vollständigkeit des Fundes lässt sich nicht abschließend beantworten, da nicht vollständig ausgeschlossen werden kann, ob nicht doch Funde beim Sandabbau übersehen wurden und dadurch verloren sind. Diesbezüglich, insbesondere im Hinblick auf den abgegrabenen Teil der Grabkammer, merkt auch Keller im Grabungsbericht von 1965 an: „Daß dort überhaupt nichts gewesen sein sollte, stört ein wenig die Vorstellung vom Ganzen. Wie leicht kann bei der Sandgewinnung etwas übersehen worden sein.“.

## Datierung des Grabes
Die Datierung des Grabes ist seit seiner Entdeckung immer wieder Gegenstand verschiedener Veröffentlichungen und Diskussionen gewesen. Gegenstände der Diskussionen waren hier vornehmlich der Glasarmring, die Röhrenkanne, die Armringe sowie kulturhistorische Betrachtungen. Zur Datierung des Grabes von Reinheim wurden stilistische und kunsthistorische Überlegungen angestellt. Dabei wurden Vergleiche mit Funden in anderen Gräben und Vergleiche mit importierten attischen Kannen, Schalen und Bechern sowie den Malereien auf attischen und griechischen Vasen angestellt. Insbesondere die attische Vasenmalerei ist am besten zu datierten. Mit ihr wurden die figürlichen Darstellungen des Armreifs, der Maskenfibeln und des Torques verglichen. Demnach gehört das Grab von Reinheim in die Zeit La Tène A Stufe 3. (ca. 370 v. Chr.)

## Die Bestattete

### Bestimmung des Alters und des Geschlechts
Da keinerlei Teile des Skeletts erhalten sind, können das Alter und das Geschlecht nicht durch anthropologische Untersuchungen festgestellt werden. Da bei männlichen Bestattungen nie das beidseitige Tragen von Armringen festgestellt wurde, sondern nur bei weiblichen Bestattungen, ist als archäologisch gesichert zu postulieren, dass es sich bei der Bestattung um eine Frau gehandelt hat. Anhand der Lage des gefundenen Schmuckes kann eine Körpergröße von ca. 1,60 Meter angenommen werden. Dies und ein Vergleich mit den Armringen, die einen 2 cm geringeren Durchmesser haben als die des im keltischen Kinderdoppelgrab in der keltischen Hügelgrabanlage Horres beigesetzten Mädchens, das nach dem vorliegenden anthropologischen Gutachten bei Eintritt des Todes 12 bis 14 Jahren alt war und eine für sein Alter überdurchschnittliche Körpergröße hatte, zeigt, dass es sich bei der Toten um eine erwachsene Frau gehandelt hat.

### Betrachtung des Totenrituals
Das Grab wurde abseits des Ortsfriedhofes angelegt. Es liegt in einer aus mindestens zwei weiteren Gräbern mit Grabhügeln bestehenden kleinen Nekropole und wurde als letztes der drei Gräber angelegt. Über dem Grab war, wie in der Frühlatènezeit, mit wenigen Ausnahmen in Frankreich und Italien üblich, ein Grabhügel aufgebracht worden. Ebenso verfügte das Grab über einen Kreisgraben. Die etwa zur Hälfte in den Boden eingelassene Grabkammer war an Wänden, Boden und Decke mit Holz verschalt. Auch wenn es sich bei der überwiegenden Zahl der halb in den Boden eingelassenen Gräber um Gräber von Frauen handelt, lässt dies keine besonderen Schlüsse auf die Stellung der Bestatteten zu. Neben den Gräbern, mit halb in die Erde eingelassenen Grabkammern, lassen sich auch solche mit ganz in die Erde eingelassenen Grabkammern, sowie mit Grabkammern, die auf dem Boden errichtet und über denen dann ein Grabhügel errichtet wurde, nachweisen. Eine Steinpackung über der Grabkammer war nicht vorhanden. Dies unterscheidet das Grab von Reinheim von vielen der Fürstengräber der Frühlatènezeit. Grundsätzlich könnten diese Steinpackungen als Schutz vor Grabräubern interpretiert werden. Dem spricht allerdings entgegen, dass sie nicht bei allen Gräbern vorhanden waren. Insbesondere waren auch bei einigen besonders reich ausgestatteten Gräbern und ebenso bei allen Gräbern, in denen Stangengliederketten gefunden wurden, keine Steinpackungen vorhanden. Daher ist der Steinpackung eher eine kultische Bedeutung zuzuschreiben. Wahrscheinlich diente sie als Schutz vor der Wiederkehr des Toten. Dies wiederum impliziert, dass es sich bei den Bestatteten in Gräbern ohne Steinpackung um Tote gehandelt hat, vor denen die Bevölkerung keine Angst hatte. Die beim Grab von Reinheim zu beobachtenden Befunde des Aufbaus der Grabkammer, die Lage des Grabes abseits des Ortsfriedhofes in einer kleinen Nekropole und das Vorhanden sein eines Grabhügels mit Kreisgraben, mit Ausnahme des Fehlens einer Steinpackung über der Grabkammer, weist das Grab als ein typisches Fürstengrab aus der Frühlatènezeit aus.
Die Bestattung war, wie bei Fürstengräbern zur Frühlatènezeit überwiegend üblich, eine Leichenbestattung. Die Tote wurde auf dem Rücken liegend in Nord-Süd-Ausrichtung mit kleiner Abweichung nach Nord-Nord-West und Süd-Süd-Ost bestattet. Da die überwiegende Zahl der Frauengräber eine solche Ausrichtung aufweisen, kann die Bestattung auch unter diesem Aspekt als weiblich angesprochen werden. Zum Zeitpunkt der Bestattung trug die Tote eine reiche Schmucktracht. Sowohl am Körper selbst als auch an der Bekleidung, die sie zum Zeitpunkt der Beisetzung getragen hatte. Die Tatsache, dass die Armringe, die Fingerringe und der Torques aus Gold hergestellt wurden, kann als sicheres Zeichen dafür gewertet werden, dass die Frau zu einer reichen Schicht der Bevölkerung gehörte. Der am linken Oberarm getragene Ölschieferring hingegen weist die Bestattete, wie sich an Vergleichsfunden in anderen Fürstengräbern (Dürrnberg, Kleinaspergle, Worms-Herrnsheim, Beine „Les Commelles“, Murigny, Waldalgesheim, Courcelles-en-Montagne) belegen lässt, eindeutig als eine zur Führungsschicht gehörige Person aus. Der Glasarmring könnte eine ähnliche Funktion innegehabt haben.
Das aus einer Kanne, zwei Trinkhörner und zwei Schalen bestehende Trinkservice ist in dieser Zusammenstellung überwiegend als Grabbeigabe bei männlichen Bestattungen zu beobachten. In Frauengräbern kommen diese Beigaben nur sehr selten vor. Dieser Umstand weist auf eine besondere Stellung der Toten hin. So sind die beiden Schalen, die alleine schon wegen ihrer Form nicht geeignet waren, um daraus zu trinken, als Spendenschalen zu postulieren. Darauf weist auch der Umstand hin, dass die beiden Schalen mit Holzbrettchen abgedeckt und jeweils in ein Tuch eingeschlagen waren. Eine solche Vorgehensweise ist für profanes Essgeschirr nicht zu beobachten. Spendenschalen wurden dazu genutzt, um vor Beginn der Zusammenkunft das erste Getränk einer Gottheit darzubringen. Ein Gutachten der Kanne zeigte, dass sich in ihr, zum Zeitpunkt der Grablegung, Wein befunden hat. Da der Anbau von Wein in der Frühlatènezeit bei den Kelten selbst noch nicht verbreitet war und erst in der römischen Zeit nachweisbar ist, handelte es sich bei diesem Wein mit hoher Wahrscheinlichkeit um Importware, entweder aus dem mediterranen Raum oder aus der griechischen Kolonie Massalia in Südfrankreich. Der Import von Wein und der Hinweis, dass dieser von der reichen Führungsschicht getrunken wurde, geht aus einem von Athenaios überlieferten Fragment der Historien des Poseidonios hervor. Das Getränkeservice und der Wein weisen die Tote von Reinheim somit als eine Angehörige der Führungsschicht aus.
Auf der rechten Seite der Toten wurde ein Spiegel gefunden. Spiegelfunde in der Frühlatènezeit kommen nur äußerst selten vor. Mit dem Spiegel von Reinheim sind für Mitteleuropa nur zwei weitere Funde (Hochheim und Courcelles-en-Montagne) belegt und gehören somit nicht zu den üblichen Grabbeigaben. Der Handgriff des Spiegels stellt eine janusköpfige, menschliche Figur dar. Zwar fehlen anatomische Hinweise auf das Geschlecht, die Figur lässt sich aber anhand der beiden an den Armen eingravierten Ringe als weiblich identifizieren. Den Kopf der Figur schmücken zwei Fischblasen, die der dargestellten Frau sakrale Bedeutung verleihen. Der Spiegel wurde nach griechischem Vorbild durch einen keltischen Handwerker hergestellt. Bilder auf griechischen Vasen zeigen, dass diese Metallspiegel als mantische Kultinstrumente genutzt wurden. Diese Art der Nutzung ist auch für den im Fürstinnengrab gefundenen Spiegel zu postulieren. Ein Teil des Fundensembels bestand aus Bernsteinperlen und Glasperlen. Die Bernsteinperlen und die drei Augenperlen aus Glas gehören zu einem zu postulierenden Bernsteincollier. Die Fähigkeit von Bernstein sich beim Reiben elektrisch aufzuladen und dadurch andere Materialien anzuziehen oder abzustoßen war bereits in der Antike bekannt und führte dazu, dass dem Bernstein magische Kräfte zugesprochen wurden. Dies weist das Collier als Ornat mit kultisch-religiösen Charakter aus, welches nicht als alltägliches profanes Schmuckstück getragen wurde. Während in der späten Hallstattzeit Stangengliederketten zur Tracht gehörten, sind diese ab der Frühlatènezeit nur noch als Grabbeigaben zu beobachten, allerdings nur in wenigen Frauengräbern mit speziellen Grabbeigaben, die auf eine kultisch-religiöse Funktion der Bestatteten hindeuten. Zudem verfügen alle diese Gräber nicht über eine Steinpackung über der Grabkammer. Zusammen mit den Stangengliederketten wurden, genau wie bei der Stangengliederkette im Grab von Reinheim, eine Vielzahl seltsam anmutender Anhänger aus Bronze und Stein sowie Glas und Bernstein gefunden. Dass diese ursprünglich an der Stangengliederkette befestigt waren, zeigen einige Funde in situ. Nach der Fundlage gilt dies ab der Frühlatènezeit zumindest für Süddeutschland. So kann davon ausgegangen werden, wie auch teilweise an den Stabgliedern und einigen anderen Fundstücken anhaftende Reste einer Schnur für Reinheim zeigen, dass insbesondere die figürlichen Anhänger, aber wohl auch zumindest ein Teil der Glasperlen, die gelochten Steine, der Schuhanhänger und die Büchse an der Stangengliederkette getragen wurden. Da die Stangengliederkette damit nicht als Bestandteil der alltäglichen Tracht anzusehen ist, weist sie als Ornat aus, das nur zu bestimmten Anlässen getragen wurde. Somit ist auch klar, dass die an ihr getragenen Gegenstände nicht die Funktion von Schutzamuletten innegehabt haben können, sondern eine religiös-kultische Funktion innehatten. Denn Schutzamulette schützen den Träger nur, wenn sie getragen werden. Auch die verschiedenen anderen überwiegend mineralischen Fundstücke aus dem Ensemble dürfen als religiös-kultische Gegenstände zu sehen sein. Wie aus vielen Kulturen der Antike überliefert, wurde besonders geformten, farbigen oder aus besonderen Materialien bestehenden Steinen, Zauberkräfte zugeschrieben. Zwar gibt es keine schriftlichen Quellen, die dies auch für die Frühlatènezeit belegen, allerdings ist anzunehmen, dass dieses Gedankengut auch bei den Kelten verbreitet war. So lassen sich in vielen Gräbern bis in die Champagne entsprechende Steine als Grabbeigaben oder an Ketten getragen nachweisen. Der Bernsteinstab mit den Ketten und den darin anhängenden Bommeln stellt hinsichtlich des gewählten Materials und der Größe eine Besonderheit dar. Alle ähnlichen Stäbe, die bisher gefunden wurden, bestehen aus anderen Materialien und sind wesentlich größer. Welche Funktion genau diese Stäbe bei den Kelten hatten lässt sich nicht verifizieren. Abbildungen auf italienischen und griechischen Vasen zeigen allerdings Frauen in der Funktion von Priesterinnen oder Seherinnen, die solche Stäbe tragen, während sie kultische Handlungen ausführen, wobei auch hier die genaue Bedeutung unklar bleibt. Eine Übertragung dieses Umstandes auf den Stab von Reinheim und damit dessen Bedeutung als Kultstab einer Priesterin oder Hellseherin ist dabei prinzipiell möglich.

### Gesellschaftliche Stellung
Der große Grabhügel mit Kreisgraben, der abseits des Ortsfriedhofes lag und dessen Errichtung eine nicht unerhebliche Gemeinschaftsleistung der Bevölkerung darstellte, die reichen Grabbeigaben sowie der getragene Schmuck und der Vergleich mit anderen Fürstengräbern zeigen, dass die Tote der gesellschaftlichen Führungsschicht angehört hat und zwar unabhängig von ihrem religiösen Stand. Dies wird beim Vergleich mit anderen Frauengräbern mit Stangengliederkette deutlich, die eine wesentlich schlichtere Grabausstattung aus Bronzeschmuck aufweisen. Hinzu kommt, dass bis heute nahe der Nekropole des Katzenbuckel acht Grabhügel, aus der Hallstatt und der Früh- und Mittellatènezeit, auf den Fluren Almend und Auf dem Sand gefunden wurden. Ebenfalls wurde das reiche, auf ca. 270 v. Chr. datierte, Brandgrab einer Frau gefunden, das die Reste einer aus Bronze bestehenden Stangengliederkette beinhaltete. Dies und weitere, in Sichtweite gefundene Gräber und Siedlungsreste lassen den Schluss zu, dass Reinheim von der späten Hallstattzeit bis zur Spätlatènezeit und dem Beginn der römischen Besiedlung, also über einen Zeitraum von 500 Jahren, als Sitz mit ausgedehnten Ländereien, einer reichen keltischen Führungsschicht angenommen werden kann, der auch die im Fürstinnengrab beigesetzte Frau angehörte. Die Gegenstände des Fundensembels neben dem linken Kopf wie die Stangengliederkette mit den zugehörigen Anhängern sowie das Bernsteincollier stellen ein Ornat mit religiös-kultischem Charakter dar. Auch die gefundenen Mineralien sind als magische Gegenstände zu betrachten. Gemeinsam mit dem Bernsteinstab, der als Kultgegenstand anzunehmen ist, und der Tatsache, dass alle diese Gegenstände der Toten mit ins Grab gegeben wurden, also ihr Eigentum waren, sowie der Darstellung einer unbekannten Gottheit auf Hals und Armring, zeigen, dass die Tote zu Lebzeiten dauerhaft mit religiös-kultischen Aufgaben einer Priesterin, Heilerin oder Hellseherin betraut war.

## Museale Präsentation des Grabhügels

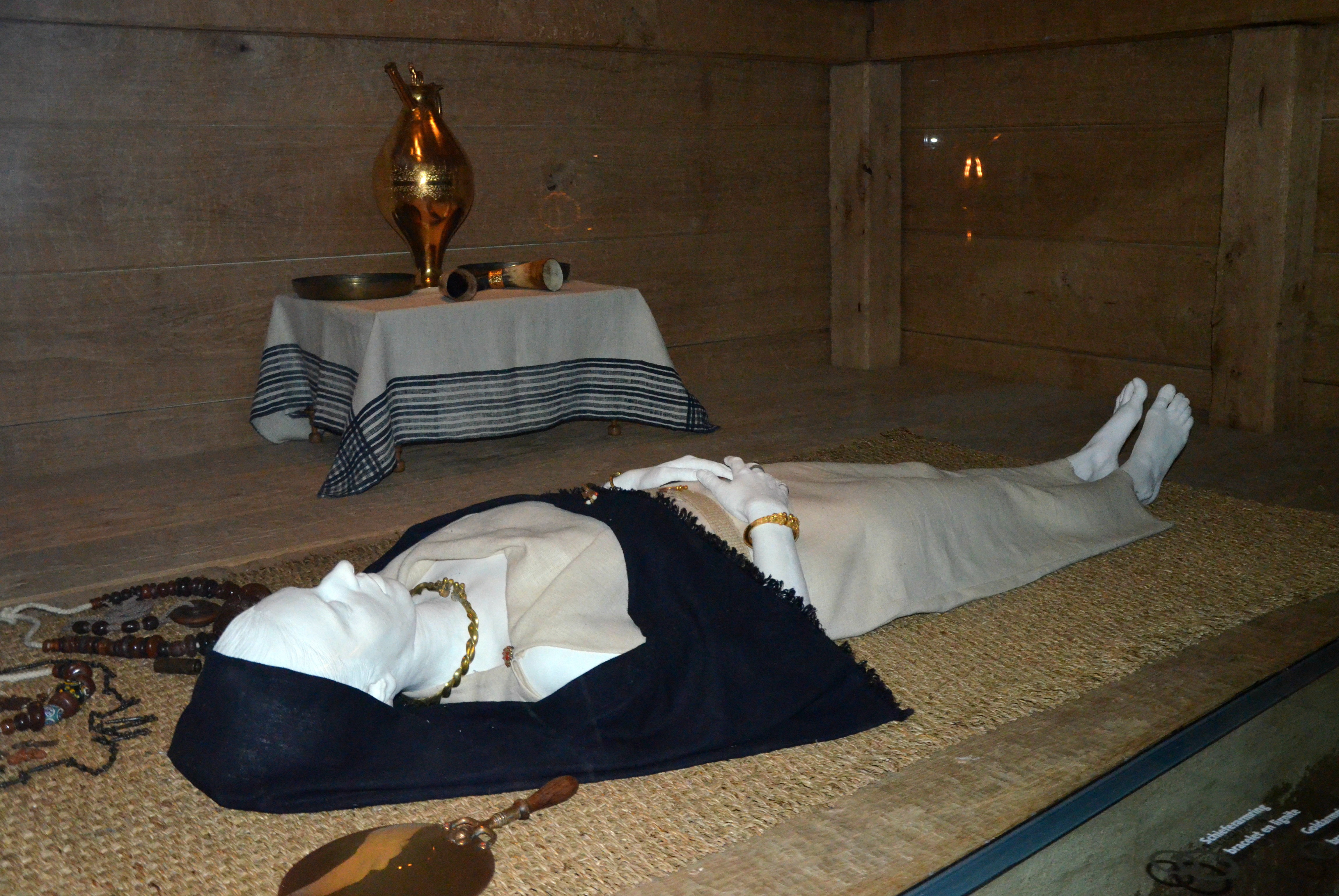
Die rekonstruierte Grabkammer

Die Anlage wurde zwischen 1996 und 1999 mit Mitteln des Saarpfalz-Kreises rekonstruiert und am 26. Juni 1999 eingeweiht. Die Stelle, an der sich die Nachbildungen der drei Grabhügel heute befinden, ist nicht die Fundstelle der Gräber. Die Originalfundstellen lagen ca. 100 Meter weiter südöstlich. Sie sind heute nicht mehr vorhanden, da sie durch den Kies- und Sandabbau der Sandgrube zerstört wurden. Den Eingang zum Grabhügel der Fürstin bildet ein Pavillon mit einem Informationsstand mit der Kasse, an dem weiterführende Literatur erworben werden kann, verschiedene Informationstafeln sowie einer Videowand. Von dort gelangt man über eine nach unten führende Treppe, vorbei an weiteren Informationstafeln, in den eigentlichen Ausstellungsraum des Grabhügels. An den Wänden befinden sich zusätzliche Informationstafeln sowie Vitrinen, in denen die Replikate einiger Fundstücke ausgestellt sind. Das Zentrum des Ausstellungsraumes bildet die Nachbildung des Grabes. Die Ausrichtung der im Grabhügel rekonstruierten Grabkammer stimmt mit dem Originalbefund überein. Dabei betrachtet man die Grabkammer vom Westen aus, also von der Seite des Grabes, der beim Fund bereits abgegraben war. Unter der Grabkammer ist das aus dem Grabungsbericht bekannte Profil nachgebildet. Die Tote wird in der Grabkammer durch eine bekleidete Gipsfigur dargestellt, die Replikate des Torques, der goldenen Armringe und Fingerringe trägt. Links neben ihrem Kopf liegen ein Replikat der Stangengliederkette sowie des Bernsteincolliers und der Büchse und rechts das Replikat des Spiegels. Die Darstellung der Begräbnissituation in der Grabkammer stimmt nicht in allen Details mit dem Befund überein, um dem Betrachter einen optimalen Blick auf die Funde zu gewähren. Eines dieser Details ist, dass nur die Verstorbene und ein Teil der Fundstücke auf einer Matte liegen, wohingegen die Funde von fasrigem Gewebe an einer der Bronzeschüsseln darauf hinweisen, dass wohl der gesamte Boden der Kammer mit einer Schilf- oder Bastmatte ausgelegt war. Ebenso ist die Darstellung des Trinkgeschirrs auf einem Tisch nebst vergoldeter Bronzekanne nicht unumstritten. Holzreste, die sich unter der Bronzekanne erhalten hatten, weisen auf den Dielenboden als Ursprung hin. Zudem wurde unter der kleinen Bronzeschale ebenfalls ein Holzrest gefunden, der wahrscheinlich ein Rest des Dielenbodens ist. Zwischen diesen Holzresten und der Schale hafteten fasriges Gewebe des Bodenbelages sowie die Reste eines Leinengewebes an.